# James Chadwick
James Chadwick, född 20 oktober 1891 i Bollington, Cheshire, död 24 juli 1974 i Cambridge, Cambridgeshire, var en brittisk fysiker. 

## Biografi
James Chadwick var professor vid Liverpools universitet.
Han lyckades i sitt forskningsarbete i Cambridge, vid Cavendishlaboratoriet, experimentellt påvisa den av Rutherford teoretiskt förutsagda neutronen 1932 och blev för detta tilldelad  Nobelpriset i fysik år 1935.
Chadwick ingick i det engelska  team som deltog i Manhattanprojektet, vars syfte var konstruktion och framställande av atombomben i Los Alamos.